# 海部幹線水路
海部幹線水路（あまかんせんすいろ）は、愛知県西部を流れる用水路。水資源機構が管理している。

## 流路
木曽川用水を構成する用水路の1つ。木曽三川分流工事で廃川となった佐屋川を代替する用排水路として整備された佐屋川用水（さやがわようすい）を前身とした、排水路を併設する農業用兼都市用の総合水路である。
海部幹線水路本体は馬飼頭首工から旧佐屋川に沿う形で南下し、弥富市五明付近から筏川と並行し、海部郡飛島村葭野重宝の排水機場までを流れる。供給範囲は支流も含めて上流側は稲沢市・愛西市、下流側は弥富市・飛島村・三重県木曽岬町に供給されているほか、弥富市五明の弥富揚水機場から東名阪自動車道の木曽川橋に沿う木曽川水管橋によって三重県桑名市長島町へも供給されている。総延長は支流を含めると37.5キロメートルで、安定供給を目的とした水量調整用の堰が59か所設けられている。

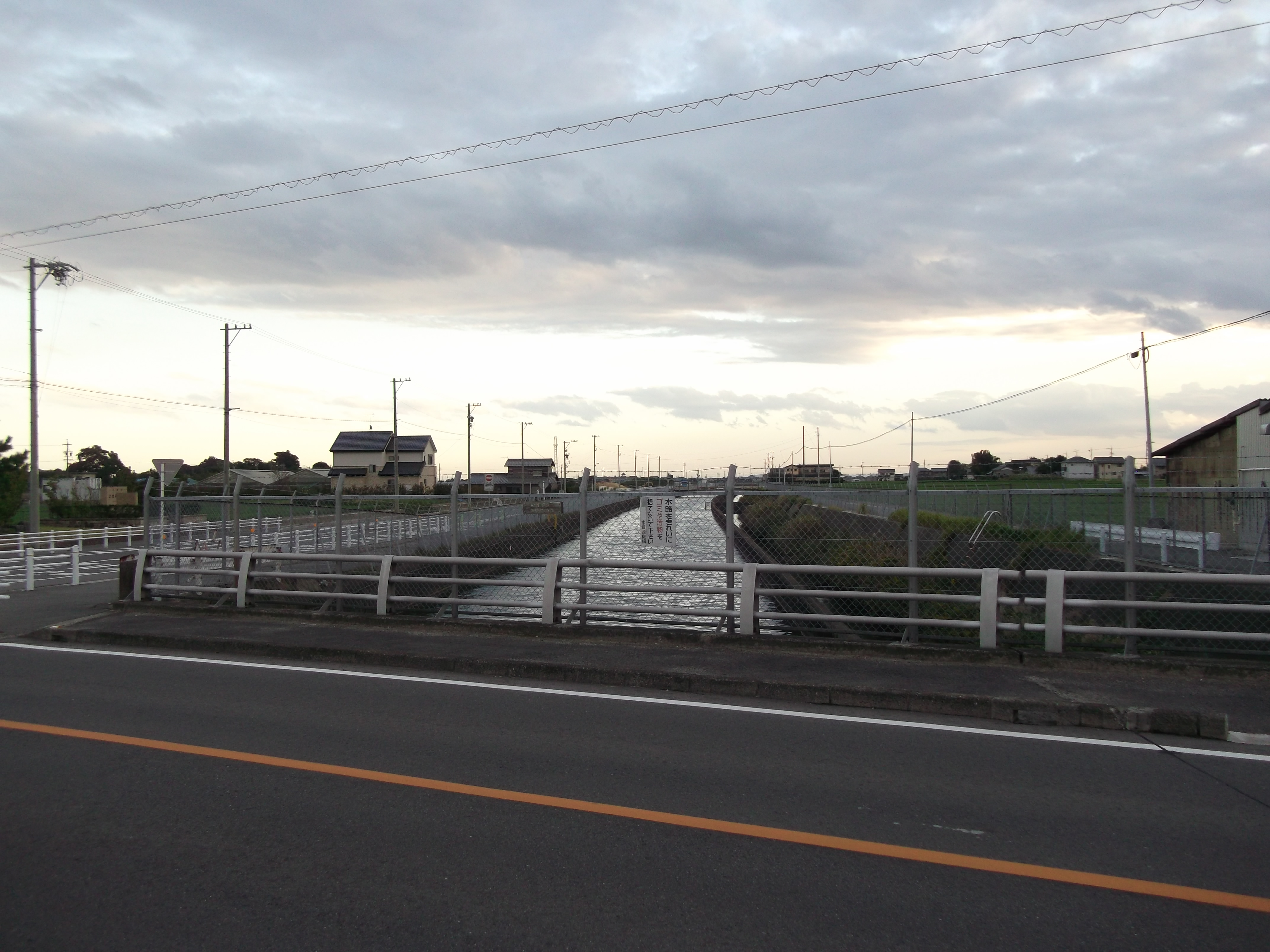
愛西市江西町を流れる海部幹線水路
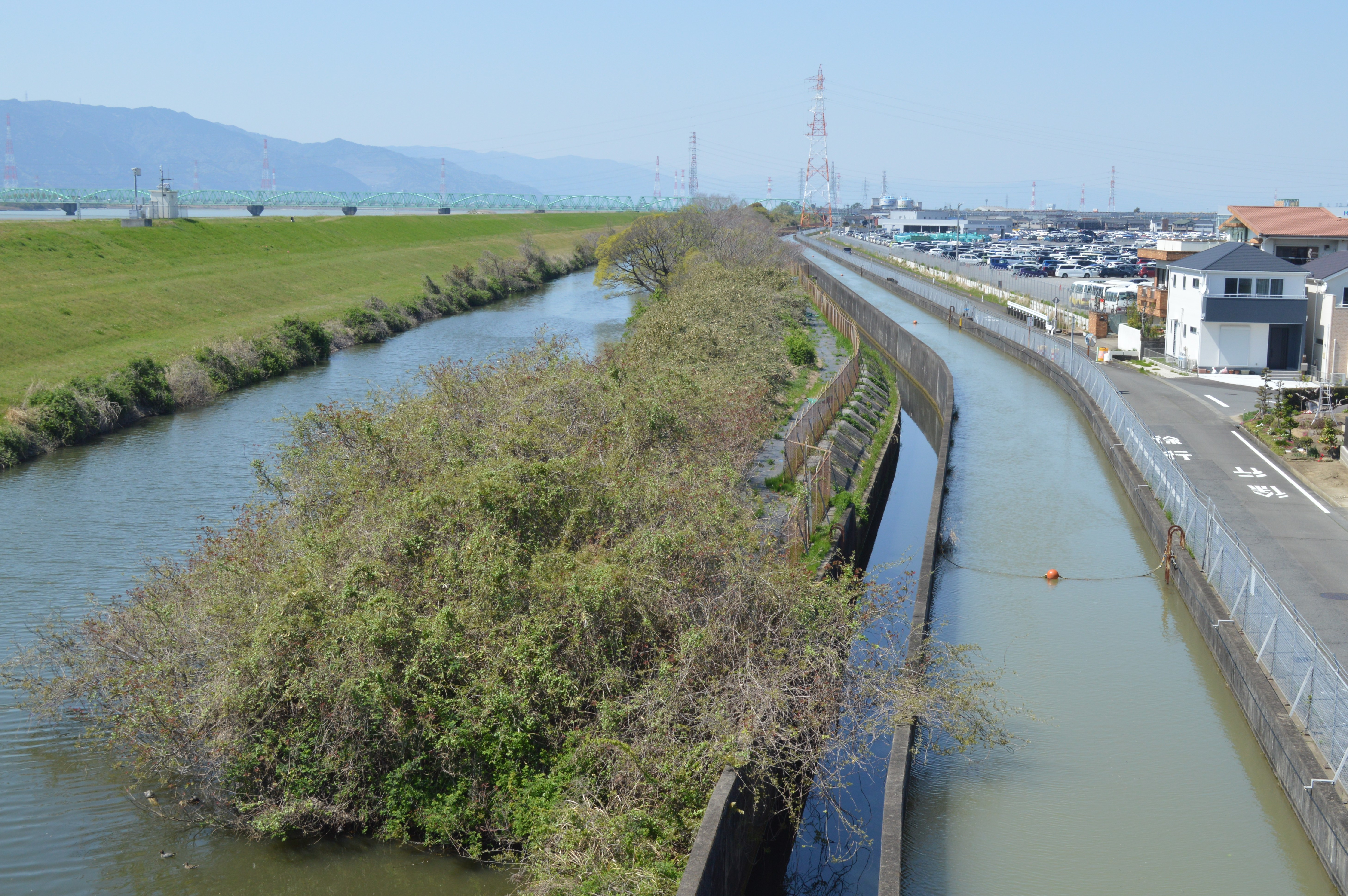
弥富市を流れる筏川と海部幹線水路（右）

## 歴史
1950年（昭和25年）の国土総合開発法成立に基づき、農林省は木曽川から取水する用水を犬山地点に合口する計画を発表するが、木津用水や宮田用水に比べて佐屋川用水は地域と離れているため長い水路の建設など懸念材料が多く計画には参加しなかった。愛知用水・濃尾用水が着手されると、佐屋川用水の流域では安定した取水の確保と排水改良を農林省に求め1958年（昭和33年）から調査が行われる。佐屋川用水を含めた濃尾第二地区は、発展する中部経済圏の都市用水需要増大を受けて、農業用水単独事業から都市用水を含む総合用水として計画が見直される。
木曽川河口部までを含んだ濃尾第二地区では、上流部では河床上昇により取水が困難となり、下流部では地盤沈下により海水の影響を受けるなど、用排水兼用であった水路の水質悪化と排水不良が問題となっていた。佐屋川用水など85か所あった取水口は、佐屋川用水取水口のあった愛知県稲沢市祖父江町大縄場馬飼付近の馬飼頭首工へと集められ、用水路に排水路を併設することで排水の改良が行われた。